# 顔色
顔色は『世にも奇妙な物語』で1992年7月23日に放送されたストーリー。同様に『完全犯罪』『DOOR』がある。

## あらすじ
白石八重子（渡辺満里奈）は、ある日突然、顔色が青く見えるようになった。その青い顔をした人は、次々と死んでいくのだ。
ある日バスに乗っているとバスの乗客全員（運転手を含む）が全員青い顔をしていた。バスのミラーに写った自分の顔を見ると自分も青い顔をしていた。その際女が「事故よ!助けて」と叫んでいた。

## キャスト
- 白石八重子：渡辺満里奈
- 八重子の母：藤田弓子
- 立花：銀粉蝶
- 棟里佳
- 白石美樹
- 坂本和江
- 美咲かおる
- 渡辺正紀
- 斉藤彰
- 児玉安男
- 関根正明
- 小寺大介
- 水橋和夫
- 大場健二

## スタッフ
- 脚本：棟居仁
- 監督：萩庭貞明

| スタブアイコン | サブスタブ | この項目は、まだ閲覧者の調べものの参照としては役立たない、テレビ番組に関連した書きかけの項目です。この項目を加筆・訂正などしてくださる協力者を求めています（P:テレビ/PJ:放送または配信の番組）。 |